# NXP Semiconductors

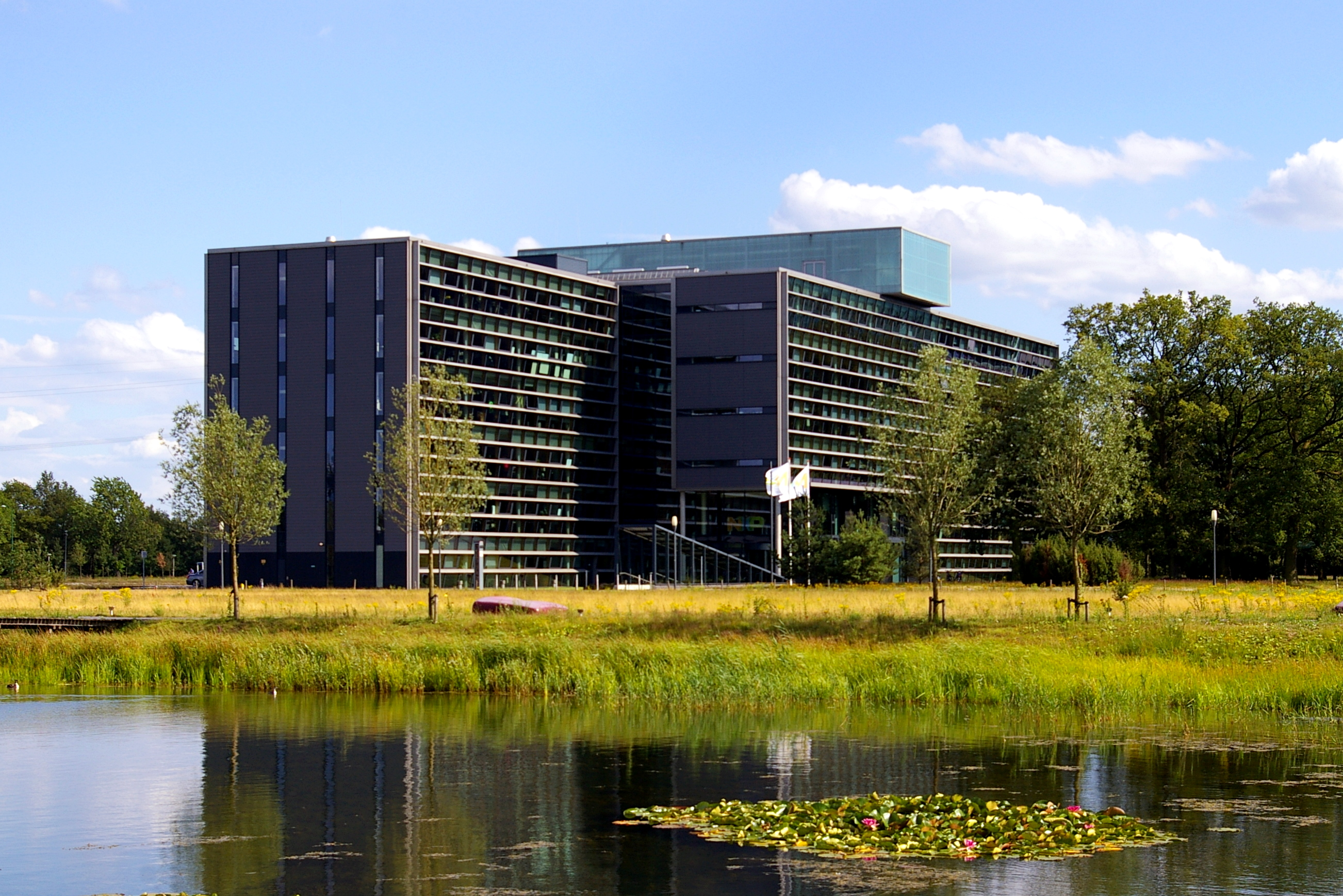
Le siège de l'entreprise à Eindhoven

NXP est un fabricant de semi-conducteurs, fondé en 1967[réf. nécessaire] sous le nom de Philips. Elle est issue d'une scission de la division semi-conducteurs de Philips.
C’est la dixième plus grande entreprise mondiale en termes de ventes dans le domaine des semi-conducteurs. 

## Histoire
En décembre 2005, Frans van Houten, le PDG de Philips Semiconductors a annoncé l'intention de Philips de se séparer de sa division semi-conducteurs soit en créant une spin-off (comme le fit en son temps Siemens avec Infineon) soit en la vendant à un autre groupe de semi-conducteurs. 
Le 4 août 2006, Frans van Houten annonce que 80,1 % de Philips Semiconductors est vendu à un groupe d'investisseurs privés américain (Kholberg Kravis Roberts (KKR), Silver Lake Partners et AlpInvest Partners NV), Philips gardant les 19,9 % restants.
Le 1er septembre 2006, Frans van Houten annonce que la nouvelle société s'appelle NXP. Le nom NXP fait référence au slogan Consumer Next Experience ainsi qu'à la plateforme multimédia Nexperia (en) de Philips Semiconductors,.
Le logo de la nouvelle société revendiquera la filiation avec Philips par la mention « founded by Philips ».
En 2006, Philips Semiconducteurs pointe à la 9e place parmi les vingt plus grands fabricants de semi-conducteurs.
Le 10 avril 2008, NXP se sépare de sa branche Mobile & Personal au profit d'une coentreprise détenue à 80 % par son concurrent STM. Cette nouvelle société, filiale de STMicroelectronics, qui prend le nom de ST-NXP Wireless, se situe d'emblée au 3e rang mondial dans son secteur. Le CEO de NXP déclare à cette occasion que les opérations de fusion et acquisition ne sont pas terminées.
Le 12 septembre 2008, un vaste plan de restructuration est annoncé : 4 500 emplois sont concernés.
En 2009, NXP cède son activité mobile à la société Gemalto.
Le 1er juin 2009 NXP fait une scission pour créer la société Ipdia sur le site de Caen.
Le 6 août 2010, NXP a complété son introduction en bourse avec des actions échangées au NASDAQ sous le nom de NXPI. Le 23 décembre 2013, NXP devient élément du NASDAQ-100 ».
Le 7 décembre 2015, NXP acquiert Freescale pour 11,8 milliards de dollars,. 
Le 27 octobre 2016, Qualcomm annonce l'acquisition de NXP Semiconductors pour 47 milliards de dollars.
Dans une période de tension commerciale entre les pays et faute d'avoir obtenu le feu vert des autorités chinoises, la société américaine annonce renoncer finalement à cette acquisition, fin juillet 2018. En effet, selon convention préalable, Qualcomm et NXP annulaient la transaction si la Chine ne donnait pas son feu vert jusqu'au mercredi 25.07.2018 à 23h59 heure de Washington (03h59 GMT). En lieu et place, Qualcomm programme le rachat d'actions pour 30 milliards de dollars, exécutable pour l'essentiel avant la clôture de l'exercice fiscal 2019, alors que dans le même temps, NXP annonce un programme de rachat d'actions de 5 milliards de dollars.
En mai 2019, NXP annonce l'acquisition des activités Wifi et Bluetooth de Marvell pour 1,76 milliard de dollars.
En janvier 2025, NXP annonce l'acquisition pour 625 millions de dollars de TTTech Auto, une entreprise autrichienne employant 1 100 personnes spécialisée dans la sécurité des logiciels d'embarqués dans les automobiles.

## Activité
NXP reprend le catalogue des produits semi-conducteurs de Philips, les plus connus actuellement étant la famille de circuits vendus sous la marque Nexperia (en).
NXP Semiconductors propose des solutions à base de signaux analogiques/numériques s’appuyant sur son expertise des domaines des radio-fréquences, de l’analogique, de la gestion de l’énergie, des interfaces, de la sécurité, ainsi que du traitement numérique. De manière informelle, NXP a caractérisé sa stratégie se concentrant sur des « produits sans gros composant au milieu ». Ces semi-conducteurs sont utilisés dans une large gamme de contrôle « intelligent », l’identification, les structures sans fil, l’éclairage, l’industriel, l’itinérant, et les applications de traitement et consommateurs. Basée à  Eindhoven aux Pays-Bas, l’entreprise compte approximativement 24 000 salariés travaillant dans plus de 25 pays – dont 3 300 se consacrent à la recherche et au développement (R&D) – et fait état d’un chiffre d'affaires de 4,358 milliards de dollars ($) en 2012. Les revenus des commandes de Chine s’élèvent au double de ceux d’Europe, et 8 000 employés sont basés en Chine. 
NXP est le co-inventeur de la technologie NFC (Near Field Communication) avec Sony et fournit des puces permettant aux smartphones (comme le Google Nexus) de régler des achats et d’échanger des données de manière sécurisée. NXP est le numéro un dans le domaine applications e-gouvernementales telles que les passeports électroniques, le numéro un dans la gestion des transports et accès avec le composant de carte sans contact « MIFARE » utilisé par de nombreux systèmes d'échange de données majeurs, et c’est aussi le numéro un dans les tags RFID et les labels.
De plus, NXP est le leader mondial dans de nombreux autres domaines tels que les puces utilisées dans les « véhicules connectés », l’ouverture sans clés et l’antidémarrage, les radios de voiture, ou encore les tuners TV et les set-top boxes. En février 2011 NXP avait vendu plus d’un milliard de composant à architecture ARM, et avec sa ligne de microcontrôleurs LPC, NXP est le seul fabricant de microcontrôleurs basant ses produits exclusivement sur architecture ARM. NXP est aussi l’inventeur de la norme I2C (via son passé en tant que Signetics et Philips Semiconductors) et a célébré ses 50 ans en mars 2012. 
D’après son PDG Rick Clemmer, les points-clés de la croissance de NXP sont l’efficacité énergétique avec la technologue GreenChip, l’éclairage intelligent contrôlé sans contact, la technologie de l’authentification, ainsi que les solutions pour la « maison intelligente ». NXP s’est aussi penché sur des capteurs pour divers domaines d’application tels que l’automobile, l’électroménager, l’automatique industrielle et l’immotique (ou construction intelligente). NXP possède approximativement 11 000 brevets déposés ou en cours d’examen.